# Монморанси, Шарль-Филипп де
Шарль-Филипп де Монморанси (фр. Charles-Philippe de Montmorency; 2 ноября 1671 — 15 октября 1716), принц де Робек, маркиз де Морбек, гранд Испании первого класса — французский и испанский генерал.

## Биография
Сын Филиппа-Мари-Альбера де Монморанси и Марии-Филиппы де Крой-Сольр.
24 октября 1688 стал капитаном в пехотном полку своего отца. Участвовал с ним в войне Аугсбургской лиги.
В 1690 сражался в битве при Стаффарде в Пьемонте, в 1691 в завоевании графства Ниццы и маркизата Вильфранш. 13 декабря унаследовал командование полком де Робека. Воевал в Италии, в 1693 участвовал в сражении при Марсалье. В 1696—1697 служил на Рейне.
29 января 1702 назначен бригадиром пехоты. 14 октября сражался при Фридлингене в Эльзасе; в 1703 участвовал во взятии Брайзаха и Ландау и битве при Шпайере. Во втором Гохштедтском сражении 13 августа 1704 его полк был разбит.
26 октября 1704 был произведен в лагерные маршалы. В составе Савойской армии принимал участие в завоевании Вильфранша, Ниццы, взятии Шиве и Монмельяна. в 1706 участвовал в осаде Турина, в 1707—1709 состоял в армии Дофине. Затем направился в Испанию, где Филипп V сделал его генерал-лейтенантом своей армии, а в апреле 1713 возвел в достоинство гранда Испании. 
В 1714 участвовал в осаде Барселоны; в сентябре 1716 стал полковником валлонской гвардии, сменив герцога д'Авре, но умер 15 октября того же года.

## Семья
Жена (12.01.1714): Изабелла-Александрина де Крой-Сольр (1681—1718), дочь Филиппа-Эммануэля-Фердинанда-Франсуа де Кроя, принца де Сольр, и принцессы Анны Марии Франсуазы де Бурнонвиль
Единственный ребенок от этого брака умер в младенчестве в 1716, после чего владения и титулы перешли к младшему брату принца Анн-Огюсту де Монморанси.